# Kevin Kim

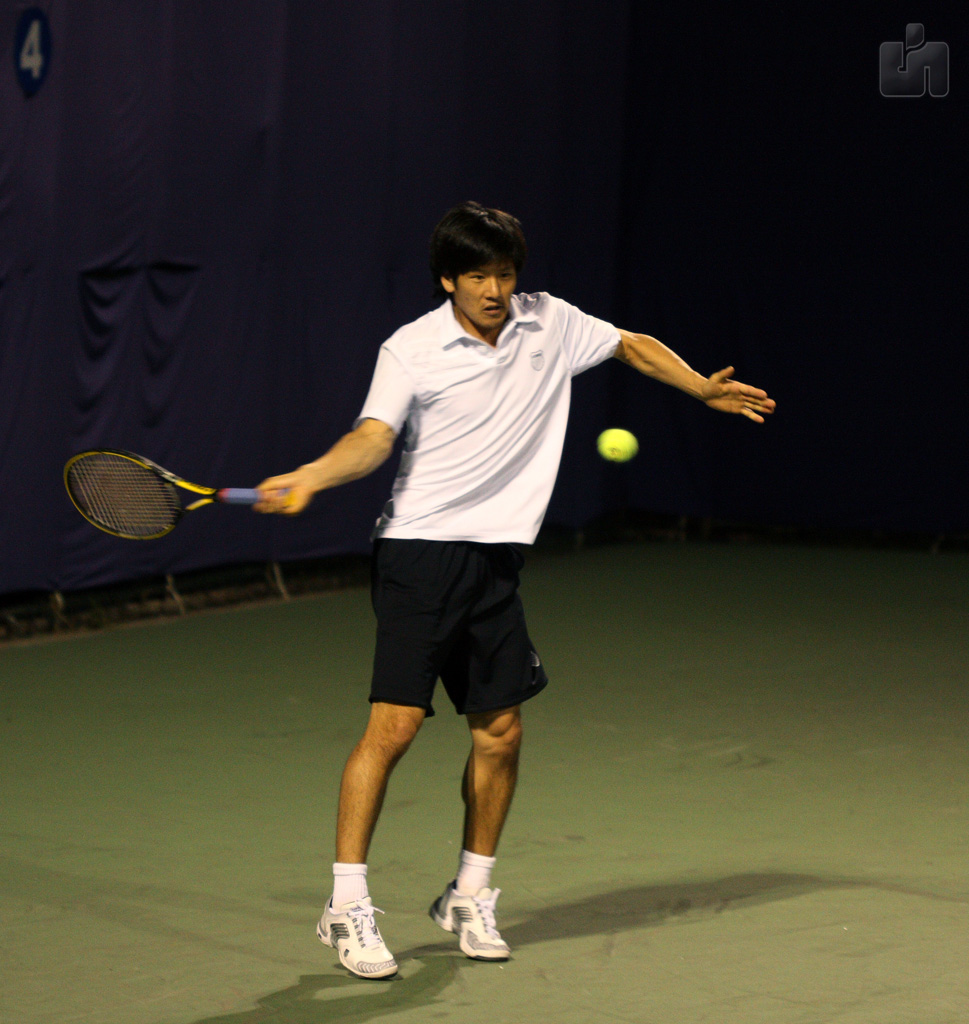
Kevin Kim

Kevin Kim (Torrance, 26 de Julho de 1978) é um tenista profissional norte-americano, que teve seu melhor ranquiamento na ATP, em 2005, sendo o numero 63, em 2005.

## Ligações Externas
- Pefil na ATP